# 于忠
忠（460年—518年），曾赐名登，字思賢，本字千年，河南郡洛阳县（今河南省洛阳市东）人，散騎常侍、征北將軍烈之子，南北朝時期北魏官員，官至尚書令、侍中。宣武帝在位時，于忠深得寵信與重用。孝明帝繼位後，于忠仗持輔立孝明帝之功，權傾朝野，濫殺朝臣，掌握朝廷詔命和生殺大權。胡太后臨朝攝政後，于忠遭到貶黜，死後諡號為武敬公。

## 生平

### 早年
于忠在弱冠之年時，便出任侍御中散之職。馮太后臨朝執政，刑政頗為嚴峻，其左右侍臣，不少人由於對她稍有指責而獲罪。于忠為人樸直少言，所以始終沒有犯什麼過失。太和年間，授職任武騎侍郎，因此賜名為于登。後轉任太子翊軍校尉。

### 賜名于忠
太和二十三年（499年），宣武帝元恪即位，于忠升任為長水校尉。不久改任左中郎將，領直寢。元禧陰謀反叛之際，宣武帝在外，由於事發倉猝，不知如何是好。于忠向宣武帝進言說：“臣世代蒙受朝廷特殊的恩寵，忠心於王室。我父親任領軍，被委付留守京城之重任，早已有所防備，皇上您不用有什麼擔憂的。”宣武帝立即派于忠騎馬馳赴京城觀察動靜，而其父于烈已分兵嚴加防備，果然如他所料。宣武帝回宮後，撫著于忠的背說：“你真是善知人意。”賜給他帛五百匹。又對他說：“先帝賜給你名為登，實在是一個美稱，我讚賞你的忠誠，現在給你改名為忠。既表示忠貞堅強的誠心，也是要使得名實相副。"

### 開罪元詳
景明二年（501年），于忠的父親于烈去世，于忠因父去世居喪而去職。不久，再度起用並官復原職。後改任司空長史。當時太傅、錄尚書、北海王元詳因是宣武帝的叔父權勢很大，將作大匠王遇經常隨元詳心之所欲而給他營造各種東西。後來有一次因為公事，于忠當著元詳的面對王遇說：“殿下是我們魏國的周公，輔佐王室，他所需要的各種材料用具，你自然應當向朝廷禀報，為什麼要阿諛附勢，損公而惠私。”王遇聽後坐立不安，元詳也感到慚愧自責。于忠後升任征虜將軍，其餘官職仍予保留。因平定元禧反叛有功，賜封魏郡開國公，食邑九百戶。不久升任散騎常侍，兼任武衛將軍。于忠每此由於其耿直的氣質和正直的言辭，遭到元詳所忿恨。元詳當面斥責于忠說：“我擔心你會死在我前面，而不擔心我會死在你前面。”于忠說：“人生於世，生死自有定分，如果我應當死於你北海王之手，想要逃避也不能倖免；如果天命不是這樣，你北海王也不能殺死我。”元詳借于忠上表辭讓之機會，暗中勸宣武帝把于忠作為列卿，令其解除在皇帝左右的職務，聽任他辭讓爵位。於是宣武帝詔令停止于忠的封賜，優厚地讓他進位為太府卿。

### 外放定州
正始二年（505年）秋天，宣武帝詔令于忠以本官任使持節，兼任侍中，並為西道大使，凡是刺史、鎮將當中有貪贓之罪和明顯暴虐行為的人，就寫具罪狀申報朝廷，太守、縣令以下的官吏有違法的，可以立即進行處置。于忠和撫軍將軍、尚書李崇分別出使兩路。于忠彈劾并州刺史高聰貪贓枉法的罪行二百餘條，朝廷論罪處以極刑。于忠返回京都，授職任平西將軍、華州刺史。恰逢其繼母去世，未能就任。服喪完畢後，授職任安北將軍、相州刺史。又任衛尉卿、河南邑中正。宣武帝令于忠與吏部尚書元暉、度支尚書元匡、河南尹元萇等人评定代人的姓氏宗族。高肇畏懼于忠的為人，想要秘密地把他逐出京師，就向宣武帝進言，說中山是一個要鎮，加強保衛需要人才，憑于忠的才識和能力，最適合擔當此任。於是于忠出任安北將軍、定州刺史。宣武帝不久後悔，再次任命他為衛尉卿，兼任左衛將軍、恆州大中正，秘密派遣中使傳令給他。

### 帝賜劍杖
延昌元年（512年），授職任于忠都官尚書，擔任安南將軍，兼任左衛、仍任中正。又任散騎常侍。有一次趁于忠侍奉宣武帝飲宴，宣武帝賜給他劍杖，並舉酒囑咐于忠道：“你父子兩代保持貞節，所以長期以來把宮中禁衛的重任都委託給你們。過去因為你行為盡忠，特賜名「忠」。現在憑你的才幹可以抵禦敵侮，就把我所用的劍杖相賜予你。就其名而求其義，我的期望很高。你在宮禁中出入周旋，可以常用它來防身。”于忠跪拜行禮表示感謝。宣武帝又授侍中、領軍將軍之職，于忠當面推辭說：“臣沒有學識，不能同時接受文武重任。”宣武帝說：“當今有學識有才華的人為數不少，但秉性剛直這方面卻不如你。你為臣下勤勞辛苦，我為君上就無所憂慮。

### 擁立孝明
延昌四年（515年），宣武帝駕崩，于忠連夜與侍中崔光派右衛將軍侯剛到東宮迎奉太子元詡即位，是為孝明帝。于忠與門下省計議，因為孝明帝尚在幼年，不能親自處理朝廷政務；太尉、高陽王元雍輩分高、名望貴重，應當入宮居於西柏堂，處理決斷各種政務；任城王元澄是有德才的皇親，可以任尚書令，總領朝中文武百官。於是把這樣的安排進奏孝明帝，請求立即敕令授任。御史中尉王顯想要施逞奸計，與中常侍、給事中孫伏連等人聲色俱厲，拒不接受，將門下省的奏章擱置起來，並把朝中侍中、黃門叫來，命他們將授官簿錄上官員的姓名送來，孫伏連等人暗中想要詐稱太后之令，以高肇錄尚書事，王顯與高猛任侍中。于忠就在殿中逮捕並殺死王顯。

### 權傾朝野
于忠既然官居門下省，又總領宮中禁衛，把持朝政，權傾一時。當初，太和年間軍國之事繁多，孝文帝因為財務用度不足，把文武百官的俸祿減去四分之一。于忠既然擅權，想要用小恩小惠籠絡百官以鞏固自己的地位，於是就全部歸還所減去的俸祿，所有官員都進位一級。原有的制度規定：天下百姓每人每年繳納絹布一匹之外，還要交綿麻八兩。于忠全部予以免除。于忠告訴高陽王元雍，說是宣武帝在位時原來就准許寬容改變。元雍懼怕于忠的威勢和權柄，就順從他的意願，授任于忠為車騎大將軍。于忠自以為處於新舊交替之際，自己有安定社稷之功，就委婉地鼓動百官，令他們加給自己封賞。於是，太尉元雍、清河王元懌、廣平王元懷難於違拗他的意願，商議封賜于忠為常山郡開國公，食邑二千戶。朝中百官都認為可以。于忠又為自己獨自得到封賞感到為難，就婉言勸說朝廷，給同他一起在門下省任職的人都授予封邑。尚書左僕射郭祚、尚書裴植由於看到于忠權勢日益擴大，就勸元雍讓于忠離開京師。于忠聽說此事，強逼有關部門向朝廷誣奏他們的罪狀。郭祚有曾任太子師傅之恩，裴植有擁地歸附北魏之功，于忠偽託孝明帝詔令把他們倆處死。對於于忠的行為，朝野之人都十分怨憤，莫不切齒痛恨，王公以下的官員，都害怕受牽連而被他追究。于忠又想殺害高陽王元雍，侍中崔光堅決制止，才沒動手。於是免去元雍太尉之職，讓他以高陽王的身份回到自己的王府。從此以後，朝廷詔命和生殺之權，都出自于忠之手。

### 太后臨朝
後來，尊奉孝明帝生母胡氏（宣武靈皇后）為皇太后，居於崇訓宮，于忠任儀同三司、尚書令，兼任崇訓衛尉，侍中、領軍等職仍照舊。胡太后臨朝執政，解除於忠侍中、領軍、崇訓衛尉之職，只任儀同、尚書令，加任侍中。于忠任尚書令十多天，胡太后在崇訓宮接見門下省的侍官，問他們說：“于忠在尚書省任長官，他的名聲如何？”眾人回答說：“他不勝任這個職位。”於是就讓于忠出任使持節、都督冀定瀛三州諸軍事、征北大將軍、冀州刺史。太傅、清河王元懌等人上表奏說：“臣等私下認為先帝仙逝之初，皇上登基之始，四海安定，宇內清平。至於奉迎皇帝，侍衛宮禁，這是臣子通常的節操，為官一般的原則，不容以此當作功勳，隨便賞賜封邑。臣等先前之所以建議廣為封授王侯，正因為畏懼威權，暫且免除暴戾之故。這次朝廷謀議大事之時，以十三日夜晚入宮為無功，僅僅是抗拒偽造的太后詔令，壓抑和罷黜奸邪之人，才可以褒獎敘功。因為前侍中于忠總攝文武百官，侍中崔光久居要職，贊同他的意見，所以只賞賜這兩個人。現在尚書臣昭等人多次上訴，尊奉敕命重議此事。王顯暗中交結奸徒，圖謀不軌；高肇在外勾結凶逆，企圖製造禍端。逆亂之罪，理應誅戮。于忠等人懲治他們的罪行，僅僅誅殺他們本身，沒有誅戮其妻兒，定將再出罪人，不能窮治除根。按照法律來衡量，這個過失不能算輕。以至於皇上繼位時，將聖后置於別宮，母子隔異，親情隔絕，都是于忠等人的過失。過失多於功勳，功小而罪重，而且于忠專權之後，擅自殺害重臣，廢黜宰輔，令朝野驚心，遠近怪愕。功勞與過失相抵，完全不應賞賜。請求聖上將其封賜全部追奪。”胡太后於是聽從此意見。

### 元匡彈劾
熙平元年（516年）春天，御史中尉元匡上表奏報，于忠擅權專政，濫殺大臣等過失，凡是于忠越級晉升的職位，請求一併予以追奪。胡太后下令說：“你們照直所糾劾的事實，的確符合朝廷法典。但于忠之事已經寬宥，又受到特別的恕免，不宜窮追其罪責。其餘事項准其所奏。”又下詔說：“于忠由於往年朝廷大諱之際，受到朝廷封賜，但酬報他的軍功超過常理，有司已經予以追奪。怎麼能因為有一些過錯，就捨棄他其餘的功勳呢。而且于忠長期擔任宮禁要職，忠誠和節操十分顯明，應當在全國對他褒揚嘉獎，以安眾望。可封於忠為靈壽縣開國公，食邑五百戶。”

### 于忠逝世
當初，宣武帝駕崩時，高太后將害靈太后，劉騰以告侯剛。侯剛又以之告于忠。于忠請計於崔光，崔光曰：「最好將胡嬪安置於別所，嚴加守衞，按理必可萬全，此上計也。」于忠等人聽從見議，具以此意啟奏靈太后，靈太后才安心。所以太后深感劉騰等四人恩德，並有寵授。熙平二年四月（517年），于忠除尚書右僕射，加侍中，仍為將軍。神龜元年（518年）三月，恢復儀同三司，因疾病而未拜，于忠見郭祚、裴植二人作祟。于忠自知必死，遂上表奏曰："先帝錄臣父子一介之誠，昭臣家世奉公之節，故申之以婚姻，重之以爵祿，至乃位亞三槐，秩班九命。自大明利見之始，百官總己之初，臣復得猥攝禁戎，緝寧內外，斯誠社稷之靈，兆民之福，臣何力之有焉。但陛下以叡明御宇，皇太后以聖善臨朝，衽席不遺，簪屨弗棄，復乃寵窮出內，榮遍宮闈，外牧兩河，入參百揆。顧服知妖，省躬識戾。而臣將慎靡方，致茲痾疚。自去秋苦痢，纏綿迄今，藥石備嘗，日增無損。又今年已來，力候轉惡，微喘緒息，振復良難。鴻慈未酬，伏枕涕咽。臣薄福無男，遺體莫嗣，貪及餘生，謹陳宿抱。臣先養早亡的四弟次子司徒掾于永超為子，猶子之念實切於心，乞立為嫡，傳此山河。”胡太后下令：“于忠的表奏屬實。其忠誠與功勳既應當記錄，又無子息實可憐惜。臨危之時所祈請的事，不可使他失望。可特准許其所請，以表彰他的殊勳。”同年，于忠去世，終年五十七歲。朝廷賜給東園製作的棺木一副、朝服一套、衣一件、錢二十萬、布七百匹、蠟三百斤，追贈他為侍中、司空公。有司啟奏說：“太常少卿元端奏議，于忠剛直猛暴，專斷愚魯而好殺，按立諡之法，剛強理直曰'武'，恃威肆行曰'醜'，應當定其諡號為武醜公。太常卿元修義的意見，則認為于忠盡心奉上，翦除凶逆，依照立諡之法，除偽寧真曰'武'，夙夜恭事曰'敬'，應謚為武敬公。二卿的意見不同。”此事上奏之後，胡太后下令依照元修義的意見，定諡號為武敬公。